# Chaber pannoński
Chaber pannoński (Centaurea pannonica (Heuff.) Hayek) – gatunek rośliny z rodziny astrowatych.
W Polsce rośnie w rozproszeniu na południu.

## Morfologia

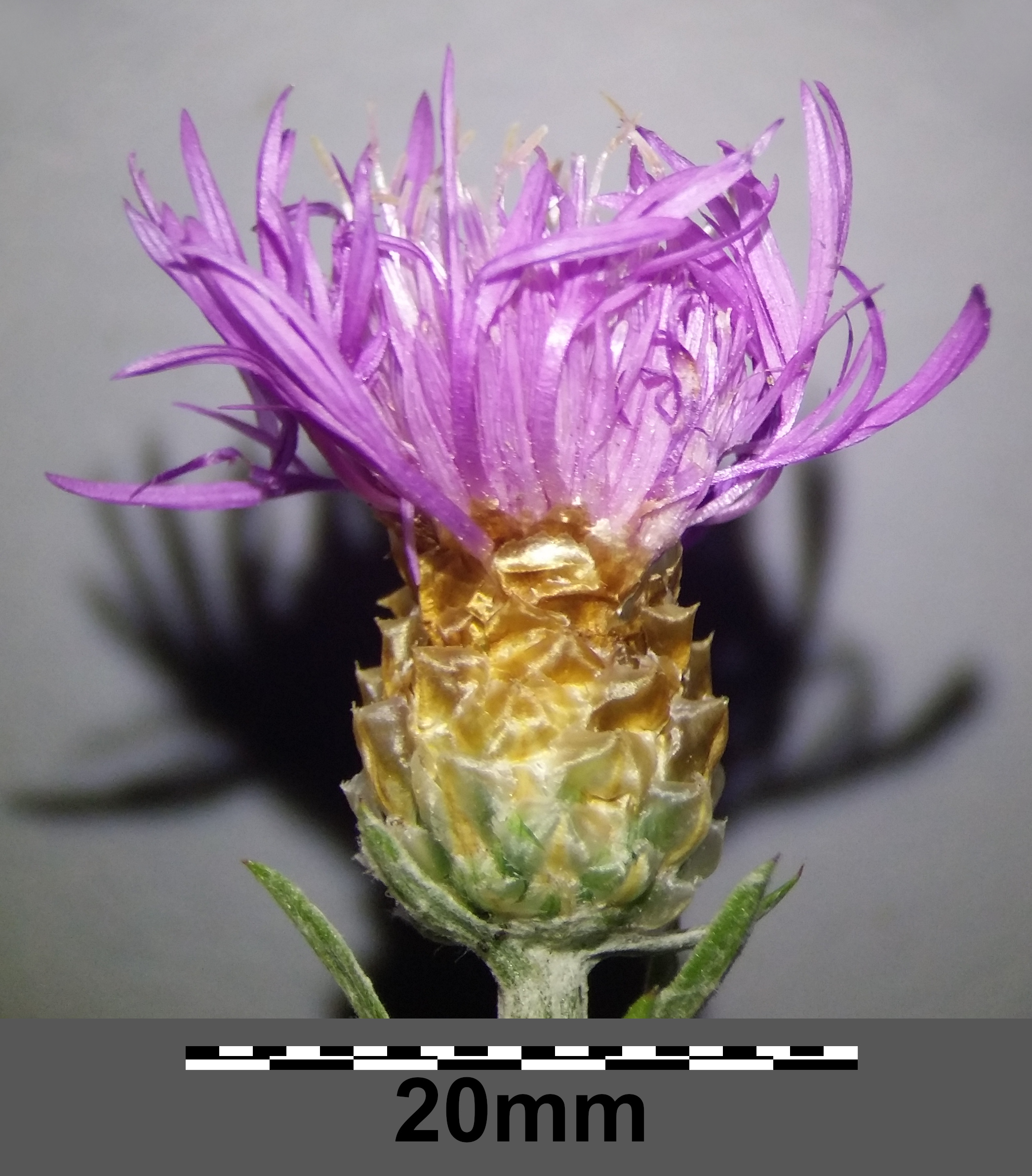
Koszyczek

PokrójRoślina pajęczynowato owłosiona, 10-150 cm wysokości.
ŁodygaO licznych, długich, rózgowatych gałązkach, wyrastających już od dolnej połowy łodygi.
LiścieLiście odziomkowe lancetowate. Liście łodygowe wąskolancetowate.
KwiatyZebrane w koszyczek. szypuły niezgrubiałe. Okrywa jajowatokulista lub walcowata, o szerokości 10-12 mm. Przydatki o długości ponad 2 mm, zakrywające liście okrywy, z 7-15 frędzlami z każdej strony. Szczytowy frędzel zwykle dłuższy od reszty. Środkowe przydatki silnie wypukłe, ciemne w środku, szeroko biało-srebrzysto obrzeżone. Brak puchu kielichowego.
OwocNiełupka.

## Biologia i ekologia
Bylina, hemikryptofit. Rośnie w murawach kserotermicznych, na skrajach lasów i nasypach kolejowych. Kwitnie od lipca do września. Liczba chromosomów 2n = 22, 44.

## Zagrożenia i ochrona
Roślina umieszczona na polskiej czerwonej liście w kategorii NT (bliski zagrożenia).